# Noord-Koreaanse overlopers

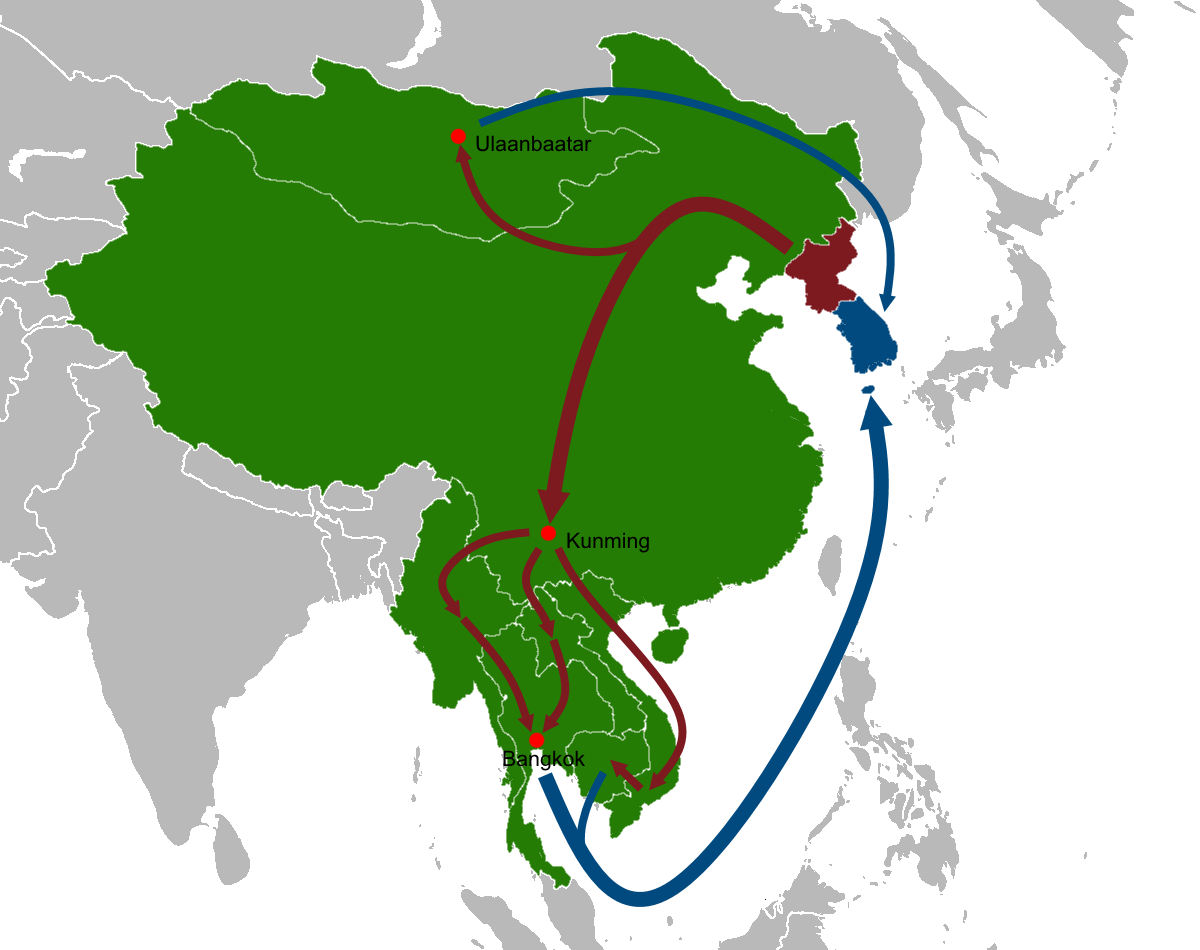
Kaart van de gebruikelijkste en minst gevaarlijke route naar Zuid-Korea: via de Tumen bij de Chinese grens vluchten de meeste Noord-Koreaanse overlopers vanuit Yanji in het noorden naar Kunming in het zuiden van China. Vanuit daar moeten ze in Myanmar of Laos het oerwoud door om uiteindelijk in Bangkok in Thailand te geraken; Thailand is namelijk het enige land in Zuidoost-Azië dat Noord-Koreanen toegang geeft om naar Seoul in Zuid-Korea te reizen (voor bronvermelding, zie externe link).

Noord-Koreaanse overlopers of Noord-Koreaanse vluchtelingen (Hangul: 탈북자, Hanja: 脫北者, Talbukja, "mensen die het Noorden zijn ontvlucht") zijn voormalige inwoners van Noord-Korea die illegaal geëmigreerd dan wel gevlucht zijn naar een ander land om politieke, ideologische, religieuze, economische of nog andere redenen.
Noord-Korea kent geen vrijheid van beweging; het land verlaten zonder toestemming wordt gezien als landverraad. Overlopers die teruggestuurd worden naar Noord-Korea, kunnen daar volgens de wet (Artikel 47 en 117 van het Wetboek van Strafrecht) bestraft worden met dwangarbeid, vijf jaar gevangenisstraf (met marteling) en de doodstraf. Naar schatting zijn er sinds de Koreaanse Oorlog (1950–1953) 100.000 tot 300.000 Noord-Koreanen naar Rusland of de Volksrepubliek China gevlucht. Tussen 1998 en 2015 zijn er meer dan 28.000 overlopers binnengekomen in Zuid-Korea.

## Boeken
- Paul Estabrooks, Overleven in Noord-Korea. Honger naar waarheid, liefde en leven (2005)
- Gérard de Villiers, De deserteur uit Pyongyang 1 & 2 (2007), uit S.A.S.
- Ingrid Steiner-Gashi & Dardan Gashi, In dienst van de dictator. Het leven en de vlucht van een Noord-Koreaanse agent (2011)
- No Kum-Sok & J. Roger Osterholm, A MiG-15 to Freedom: Memoir of the Wartime North Korean Defector Who First Delivered the Secret Fighter Jet to the Americans in 1953 (2012)
- Hyeonseo Lee & David John, The Girl with Seven Names: A North Korean Defector’s Story (2015)
- Yeonmi Park, In Order to Live: A North Korean Girl's Journey to Freedom (2015)

## Films en documentaires
- Seoul Train (2004)
- Crossing / Keurosing (2008)
- The Journals of Musan (2011)[5]
- The Defector: Escape from North Korea (2012)